# Copenhagen Masters 1996
Das Copenhagen Masters 1996 im Badminton war die 4. Auflage dieser Turnierserie. Es fand vom 27. bis zum 29. Dezember 1996 in Kopenhagen statt.

## Finalergebnisse
| Disziplin    | Sieger                            | Finalist                   | Ergebnis     |
| ------------ | --------------------------------- | -------------------------- | ------------ |
| Herreneinzel | Poul-Erik Høyer Larsen            | Hu Zhilang                 | 15-10, 15-10 |
| Dameneinzel  | Camilla Martin                    | Yao Yan                    | 11-7, 11-5   |
| Herrendoppel | Jon Holst-Christensen Thomas Lund | Lee Dong-soo Yoo Yong-sung | 17-15, 15-10 |